# Пярну-Яаґупіський район
Пя́рну-Я́аґупіський район (ест. Pärnu-Jaagupi rajoon, рос. Пярну-Яагупиский район) — адміністративно-територіальна одиниця Естонської РСР з 26 вересня 1950 до 24 січня 1959 року.

## Географічні дані
Площа району станом на 1955 рік — 958,4 км2.
Адміністративний центр — селище міського типу Пярну-Яаґупі.

## Історія
26 вересня 1950 року в процесі скасування в Естонській РСР повітового та волосного адміністративного поділу утворений Пярну-Яаґупіський сільський район, який безпосередньо підпорядковувався республіканським органам. До складу новоутвореного району ввійшли селище міського типу Пярну-Яаґупі як адміністративний центр та 10 сільських рад: Ківі-Віґаласька, Віґаласька, Валґуська, Велізеська, Галінґаська, Каелазеська, Пєеравереська, Вееська, Ареська, Суйґуська.
Після прийняття 3 травня 1952 року рішення про поділ Естонської РСР на три області Пярну-Яаґупіський район включений до складу Пярнуської області. Проте вже 28 квітня 1953 року області в Естонській РСР були скасовані і в республіці знов повернулися до республіканського підпорядкування районів.
20 березня 1954 року відбулася зміна кордонів між районами Естонської РСР, зокрема Пярну-Яаґупіський район отримав 47,52 га від Вяндраського району, одночасно передавши тому ж району 26,4 га.
17 червня 1954 року розпочато в Естонській РСР укрупнення сільських рад, після чого в Пярну-Яаґупіському районі замість 10 залишилися 5 сільрад: Ареська, Велізеська, Віґаласька, Ківі-Віґаласька та Галінґаська.
24 січня 1959 року Пярну-Яаґупіський район ліквідований,  його територія поділена між Мар'ямааським районом (Ківі-Віґаласька, Віґаласька й Велізеська сільські ради) та Пярнуським міським округом (селище Пярну-Яаґупі та Ареська й Галінґаська сільські ради підпорядковувалися Пярнуській міській раді).

## Друкований орган
24 лютого 1951 року тричі на тиждень почала виходити газета «Töösangar» («Тєесанґар», «Герой праці»), друкований орган Пярну-Яаґупіського районного комітету комуністичної партії Естонії та Пярну-Яаґупіської районної ради депутатів трудящих. Останній номер вийшов 31 січня 1959 року.